# Andrej Babiš
Andrej Babiš (Pozsony, 1954. szeptember 2. –) szlovák származású cseh üzletember, politikus, Csehország miniszterelnöke (2017–2021)
Babiš a 21. század elején a második leggazdagabb ember a Cseh Köztársaságban. Egyedüli tulajdonosa az Agrofert csoportnak, amelynek korábban vezérigazgatója is volt. A Forbes magazin szerint nettó vagyona mintegy 2,6 milliárd dollár volt 2016-ban.

## A politikában

### A Sobotka-kormányban
2014 januárja és 2017 májusa közt cseh pénzügyminiszter és a gazdaságért felelős miniszterelnök-helyettes volt a Szociáldemokrata Párt vezette cseh kormánykoalícióban, a Sobotka-kormányban.
Május 24-én pénzügyi szabálytalanságokra hivatkozva Bohuslav Sobotka miniszterelnök felmentette kormányzati tisztségeiből. De Babiš pártja, az ANO 2011 maradt a koalícióban, és jó eséllyel indult a közvéleménykutatások szerint is a 2017. október 20–21-én esedékes parlamenti választáson.
Az ANO-t 2011-ben Babis alapította, a regnáló politikai elit elleni mozgalomként. Babiš 2013 óta Prága egyik képviselője a parlamentben.
A kormányból való eltávolítására hónapokig tartó koalíciós válságot követően került sor, ami azzal kezdődött, hogy Babišt megvádolták: 2012-ben, az Agrofert vezérigazgatójaként elkerülte az adófizetést. Ennek ellenére az egyik legnépszerűbb cseh politikus maradt. A 2017 októberi választásokat Babiš pártja nyerte, de csak kisebbségi kormányt tudott alakítani.

#### Pénzügyminiszteri munkája
Pénzügyminisztersége idején több intézkedése komoly vitákat kavart, mint az eladások elektronikus regisztrációja (az EET), és javaslatai a fordított áfa és a vállalatok számára áfa bevallás bevezetésére. Azzal is kritizálták, hogy kemény kezű a kis- és középvállalkozásokkal és az egyéni vállalkozókkal, de elnéző a nagyvállalatokkal szemben, és hogy segíti a tulajdonában álló Agrofertet. Támogatói az állami költségvetési adóbevételek emelkedését emlegetik.

### Nyomozás ellene
2015 decembere óta a cseh rendőrség és az Európai Csalás Elleni Hivatal (az OLAF) is nyomozást folytat Babiš ellen, azzal a gyanúval, hogy egy általa ellenőrzött cég illegálisan mezőgazdasági támogatásokat kapott az Európai Uniótól.  2017. augusztus 17-én a rendőrség mentelmi joga felfüggesztését kérte a Képviselőháztól. Október 9-én bejelentette, hogy formálisan is megvádolták csalással.

### Kormányfő
Kisebbségi kormányát 2017. december 13-án nevezte ki Miloš Zeman államfő. Alig egy hónappal később, 2018. január 16-án a kormány elbukott az első parlamenti bizalmi szavazáson. Másnap a kormány lemondott, de ügyvezetőként ezután is hatalmon maradt.
2018. január 16-án,  a kormánya elleni bizalmi szavazást megelőzően kérte a parlamentet, hogy függesszék fel mentelmi jogát.
A 2021-es csehországi parlamenti választást elvesztette, és december 17-ig ügyvivő miniszterelnök volt ameddig Petr Fialat beiktatták.

## Fordítás
- Ez a szócikk részben vagy egészben  az   Andrej Babiš című angol Wikipédia-szócikk ezen változatának fordításán alapul.  Az eredeti cikk szerkesztőit annak laptörténete sorolja fel. Ez a jelzés csupán a megfogalmazás eredetét és a szerzői jogokat jelzi, nem szolgál a cikkben szereplő információk forrásmegjelöléseként.